# Darragh O'Connell
Darragh O'Connell é um produtor cinematográfico irlandês. Como reconhecimento, foi nomeado ao Oscar 2010 na categoria de Melhor Animação em Curta-metragem por [[]].